# Oedogonium
Oedogonium is een geslacht van draadvormige, vrijlevende groene algen, voor het eerst ontdekt in 1860 door W. Hilse in de zoete wateren van Polen en later genoemd door de Duitse wetenschapper K. E. Hirn. Het geslacht omvat 450 soorten.

## Kenmerken
De leden van het geslacht vormen onvertakte draden uit een rij cellen. De draden hebben een diameter van 3 tot 60 μm. De celkern zit in het midden van de cel, de chloroplasten zijn ommuurd, netvormig en hebben pyrenoïden. De vorming van kapcellen maakt het geslacht onmiskenbaar: tijdens vegetatieve celdeling binnen het filament vormt de ene dochtercel een ringvormige kap, de tweede niet. Dit herhaalt zich bij elke celdeling, waardoor kap-cellen veel terminale kappen kunnen dragen.
Ongeslachtelijke voortplanting vindt plaats via grote, stephanokonte zoösporen. Deze ontsnappen afzonderlijk uit normale draadcellen. Geslachtelijke voortplanting vindt plaats door oögamie: individuele cellen vormen een bolvormig oögonium. Een of twee mannelijke spermatozoïden worden gevormd in speciale korte cellen (antheridium). Na de bevruchting wordt een permanente zygote gevormd. Veel soorten vormen dwergmannetjes als tussenstadium: de door de korte cel vrijgekomen flagellate cel versmelt niet met de eicel, maar nestelt zich dicht bij het oögonium en vormt een klein, armcellig draadje, het zogenaamde dwergmannetje. Dit vormt een of twee antheridia, van elk waarvan een spermatozoïde ontsnapt.

## Voorkomen
De vertegenwoordigers van het geslacht leven meestal vastzittend (enigszins in de vorm van pelsalgen) in stilstaand of stromend, overwegend voedselarm water. Zelden komen ze vrij zwevend voor. Ze verschijnen vooral in het voorjaar.